# Вибілювач
Вибі́лювач, відбі́лювач (англ. bleacher) — речовина, що надає матеріалам білого забарвлення. Приклади — хлор вибілює бавовняне волокно, діоксид сірки — папір. Інший засіб — люмінесцентні добавки, які висвічують у близькому ультрафіолеті.